# Megaloblatta blaberoides
Megaloblatta blaberoides är en kackerlacksart som först beskrevs av Walker, F. 1871.  Megaloblatta blaberoides ingår i släktet Megaloblatta och familjen småkackerlackor. Inga underarter finns listade i Catalogue of Life.